# Quy tắc tích phân Leibniz
Trong vi tích phân, quy tắc Leibniz cho đạo hàm dưới dấu tích phân, đặt tên theo nhà toán học Gottfried Leibniz, phát biểu rằng với một tích phân với dạng
{\displaystyle \ \int \limits _{a(x)}^{b(x)}f(x,t)\,dt}
với  {\displaystyle a(x),b(x)\in (-\infty ,+\infty )}, đạo hàm của tích phân này có thể được viết là:
{\displaystyle {\frac {d}{dx}}\left(\ \int \limits _{a(x)}^{b(x)}f(x,t)\,dt\right)=f{\bigl (}x,b(x){\bigl )}\cdot {\frac {d}{dx}}b(x)-f{\big (}x,a(x){\big )}\cdot {\frac {d}{dx}}a(x)+\int \limits _{a(x)}^{b(x)}{\frac {\partial f}{\partial x}}(x,t)\,dt} 
Chú ý rằng nếu {\displaystyle a(x)} và {\displaystyle b(x)} đều là hằng số thay vì là hàm số theo {\displaystyle x}, ta có dạng đặc biệt của quy tắc Leibniz:
{\displaystyle {\frac {d}{dx}}\left(\int \limits _{a}^{b}f(x,t)\,dt\right)=\int \limits _{a}^{b}{\frac {\partial f}{\partial x}}(x,t)\,dt}
Ngoài ra, nếu  {\displaystyle a(x)=a}  và  {\displaystyle b(x)=x}, một trường hợp thường gặp (như trong chứng minh của công thức tích phân lặp của Cauchy), ta có:
{\displaystyle {\frac {d}{dx}}\left(\int \limits _{a}^{x}f(x,t)\,dt\right)=f{\big (}x,x{\big )}+\int \limits _{a}^{x}{\frac {\partial f}{\partial x}}(x,t)\,dt}
Do đó, trong một số trường hợp, ta có thể hoán đổi dấu tích phân và đạo hàm riêng. Kết quả quan trọng này đặc biệt hữu ích trong việc lấy đạo hàm của phép biến đổi tích phân. Một ví dụ là hàm sinh mô men trong lý thuyết xác suất, một dạng của biến đổi Laplace, có thể được lấy đạo hàm để thu được mô men của một biến ngẫu nhiên.

## Dạng tổng quát
Định lý. Cho f(x, t) là một hàm số sao cho cả f(x, t) và đạo hàm riêng của nó fx(x, t) đều liên tục đối với x và t trong một vùng của mặt phẳng (x, t), bao gồm a(x) ≤ t ≤ b(x), x0 ≤ x ≤ x1. Đồng thời giả sử các hàm số a(x) và b(x) đều liên tục và có đạo hàm liên tục với x trong khoảng x0 ≤ x ≤ x1. Khi ấy, với x0 ≤ x ≤ x1, ta có
{\displaystyle {\frac {d}{dx}}\left(\int _{a(x)}^{b(x)}f(x,t)\,dt\right)=f{\big (}x,b(x){\big )}\cdot {\frac {d}{dx}}b(x)-f{\big (}x,a(x){\big )}\cdot {\frac {d}{dx}}a(x)+\int _{a(x)}^{b(x)}{\frac {\partial }{\partial x}}f(x,t)\,dt.}
Đẳng thức trên là dạng tổng quát của công thức tích phân Leibniz và có thể được chứng minh bằng định lý cơ bản của giải tích. Thực chất, định lý cơ bản của giải tích (thứ nhất) là trường hợp đặc biệt của định lý trên khi a(x) = a là một hằng số, b(x) = x, và f(x, t) = f(t).
Nếu cả chặn trên và dưới đều là hằng số, thì đẳng thức trên trông giống như phương trình của một toán tử:
{\displaystyle {\mathcal {I}}_{t}\partial _{x}=\partial _{x}{\mathcal {I}}_{t}}
trong đó {\displaystyle \partial _{x}} là đạo hàm riêng của x và {\displaystyle {\mathcal {I}}_{t}} là toán tử tích phân của t trên một khoảng cố định. Nó liên quan đến tính đối xứng của đạo hàm cấp hai, nhưng có cả tích phân lẫn đạo hàm. Trường hợp này cũng được gọi là quy tắc tích phân Leibniz.
Ba định lý dưới đây về việc đổi chỗ các phép toán giới hạn về cơ bản là tương đương với nhau:
- đổi chỗ đạo hàm và tích phân (đạo hàm dưới dấu tích phân; tức quy tắc tích phân Leibniz);
- đổi chỗ thứ tự của đạo hàm riêng;
- đổi chỗ thứ tự tích phân (tích phân dưới dấu tích phân; tức định lý Fubini).

## Trường hợp ba chiều, phụ thuộc thời gian

Hình 1: Một trường vectơ F(r, t) định nghĩa trong không gian ba chiều, và một mặt Σ giới hạn bởi đường cong ∂Σ di chuyển với vận tốc v được lấy tích phân trong trường đó.

Quy tắc Leibniz cho một mặt hai chiều di chuyển trong không gian ba chiều là:
{\displaystyle {\frac {d}{dt}}\iint _{\Sigma (t)}\mathbf {F} (\mathbf {r} ,t)\cdot d\mathbf {A} =\iint _{\Sigma (t)}\left(\mathbf {F} _{t}(\mathbf {r} ,t)+\left[\nabla \cdot \mathbf {F} (\mathbf {r} ,t)\right]\mathbf {v} \right)\cdot d\mathbf {A} -\oint _{\partial \Sigma (t)}\left[\mathbf {v} \times \mathbf {F} (\mathbf {r} ,t)\right]\cdot d\mathbf {s} ,}
trong đó:
F(r, t) là trường vectơ tại vị trí r tại thời gian t,
Σ là mặt giới hạn bởi đường cong kín ∂Σ,
dA là thành phần vectơ của mặt Σ,
ds là thành phần vectơ của đường cong ∂Σ,
v là vận tốc di chuyển của vùng Σ,
∇⋅ là div vectơ,
× là tích có hướng của vectơ.
Tích phân hai lớp là tích phân mặt trên mặt Σ, và tích phân đường là trên đường cong giới hạn ∂Σ.

## Nhiều chiều
Quy tắc tích phân Leibniz có thể được mở rộng cho trường hợp nhiều chiều. Trong trường hợp hai và ba chiều, công thức này được dùng trong động lực học chất lưu, còn được biết là định lý vận chuyển Reynolds:
{\displaystyle {\frac {d}{dt}}\int _{D(t)}F({\vec {\textbf {x}}},t)\,dV=\int _{D(t)}{\frac {\partial }{\partial t}}F({\vec {\textbf {x}}},t)\,dV+\int _{\partial D(t)}F({\vec {\textbf {x}}},t){\vec {\textbf {v}}}_{b}\cdot d\mathbf {\Sigma } ,}
trong đó {\displaystyle F({\vec {\textbf {x}}},t)} là một hàm scalar, D(t) và ∂D(t) lần lượt là một vùng của R3 và giới hạn của nó thay đổi theo thời gian, còn {\displaystyle {\vec {\textbf {v}}}_{b}} là vận tốc Euler của đường bao quanh và dΣ = n dS là thành phần đơn vị của thành phần mặt.
Phát biểu tổng quát cho công thức tích phân Leibniz cần những khái niệm từ hình học vi phân, cụ thể là dạng vi phân, tích phân ngoài, tích chêm và tích trong. Quy tắc tích phân Leibniz trong n chiều là
{\displaystyle {\frac {d}{dt}}\int _{\Omega (t)}\omega =\int _{\Omega (t)}i_{\vec {\textbf {v}}}(d_{x}\omega )+\int _{\partial \Omega (t)}i_{\vec {\textbf {v}}}\omega +\int _{\Omega (t)}{\dot {\omega }},}
trong đó Ω(t) là miền lấy tích phân thay đổi theo thời gian, ω là một dạng p, {\displaystyle {\vec {\textbf {v}}}={\frac {\partial {\vec {\textbf {x}}}}{\partial t}}} là trường vectơ của vận tốc, {\displaystyle i_{\vec {\textbf {v}}}} chỉ tích trong với {\displaystyle {\vec {\textbf {v}}}}, dxω là đạo hàm ngoài của ω đối với biến vị trí và {\displaystyle {\dot {\omega }}} là đạo hàm của ω đối với thời gian.
Tuy nhiên, tất cả các đẳng thức trên đều có thể được suy ra từ phảt biểu tổng quát sau về đạo hàm Lie:
{\displaystyle \left.{\frac {d}{dt}}\right|_{t=0}\int _{{\text{im}}_{\psi _{t}}(\Omega )}\omega =\int _{\Omega }{\mathcal {L}}_{\Psi }\omega ,}
Ở đây, đa tạp mà dạng vi phân {\displaystyle \omega } nằm trong bao gồm cả không gian và thời gian.
Ω là vùng lấy tích phân (đạ tạp con) ở một thời điểm xác định (nó không phụ thuộc vào t, vì tham số hóa nó thành một đa tạp con định nghĩa vị trí của nó theo thời gian),
{\displaystyle {\mathcal {L}}} là đạo hàm Lie,
Ψ là trường vectơ không thời gian nhận được bằng cách cộng trường vectơ đơn vị theo hướng của thời gian với trường vectơ không gian {\displaystyle {\vec {\textbf {v}}}} từ công thức trước (nói cách khác, Ψ là vận tốc không thời gian của Ω),
{\displaystyle \psi _{t}} là một vi phôi từ nhóm một tham số sinh bởi dòng chảy của {\displaystyle \Psi },
{\displaystyle {\text{im}}_{\psi _{t}}(\Omega )} là ảnh của Ω dưới phép vi phôi đó.

## Phát biểu lý thuyết độ đo
Gọi X là một tập con mở của R, và Ω là một không gian độ đo. Giả sử f: X × Ω ⟶ R thỏa mãn các điều kiện sau:
1. f(x, ω) là một hàm khả tích Lebesgue của ω với mỗi x ∈ X.
2. Với hầu hết ω ∈ Ω, đạo hàm fx tồn tại với mỗi x ∈ X.
3. Tồn tại một hàm khả tích θ: Ω ⟶ R sao cho | fx(x, ω) | ≤ θ(ω) với mọi x ∈ X. và với hầu hết ω ∈ Ω.

Khi ấy theo định lý hội tụ trội, với mọi x ∈ X,
{\displaystyle {\frac {d}{dx}}\int _{\Omega }f(x,\omega )\,d\omega =\int _{\Omega }f_{x}(x,\omega )\,d\omega .}